# Oczyszczanie ścieków

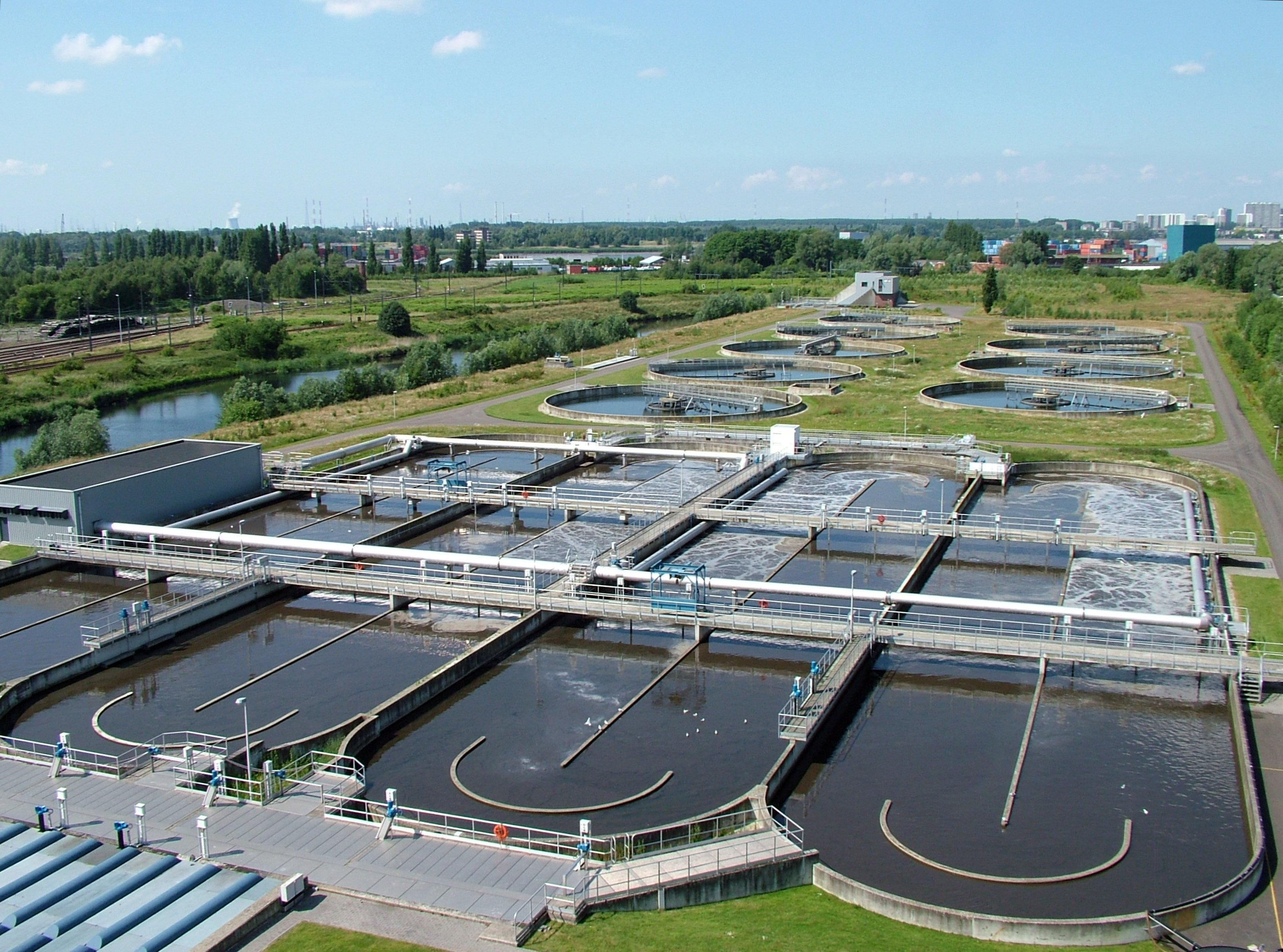
Oczyszczanie ścieków

Oczyszczanie ścieków – proces technologiczny polegający na usuwaniu ze ścieków zanieczyszczeń i osadów oraz substancji chemicznych w nich rozpuszczonych, koloidów i zawiesin.
Przy niewielkim obciążeniu zanieczyszczeniami ścieków oczyszczanie dokonuje się samoistnie w wodach naturalnych, zwłaszcza w rzekach (samooczyszczanie wód).
Oczyszczanie ścieków można podzielić na trzy stopnie: 
I° – oczyszczanie mechaniczne, bez reaktorów biologicznych, podczas którego usuwa się substancje wleczone, pływające i zawiesiny łatwoopadające, obniżając w pewnym stopniu ChZT i Norg ścieków, zazwyczaj jednak parametry ścieków po I° nie odpowiadają normom zrzutu ścieków do odbiornika, dlatego konieczne jest stosowanie procesów głębszego oczyszczania.
II° – oczyszczanie ścieków w procesie tlenowego osadu czynnego bez głębokiego usuwania azotu i fosforu - w tym stopniu wykorzystuje się aktywność mikroorganizmów (przede wszystkim bakterii heterotroficznych) do biologicznego utlenienia związków organicznych występujących w ściekach. Z racji zastosowania warunków tlenowych w całej objętości komory osadu czynnego (KOCz), w procesie nie dochodzi do głębokiego usunięcia azotu, który dopływa do odbiornika w postaci azotu azotanowego N-NO3 i/lub azotu amonowego N-NH4+ (proporcje zależą od wieku osadu w KOCz, czyli, w dużym uproszczeniu, od czasu przebywania przeciętnego kłaczka bakteryjnego w komorze)
III° – oczyszczanie ścieków w procesie osadu czynnego z głębokim usuwaniem azotu i fosforu (defosfatacją). Charakterystyka technologiczna tego stopnia jest podobna do II° oczyszczania, z tym, że komora osadu czynnego podzielona jest na trzy lub więcej jednostek (może być to podział faktyczny, tzn. zastosowanie trzech osobnych urządzeń/zbiorników lub podział wynikający z warunków panujących w różnych częściach jednego urządzenia). Taki podział umożliwia głębokie usunięcie azotu (na poziomie ponad 90%) w procesie denitryfikacji w warunkach beztlenowych (anaerobowych) oraz fosforu w procesie defosfatacji, wykorzystując zdolności akumulacyjne bakterii PAO. Bakterie te w warunkach tlenowych akumulują fosforany w postaci polifosforanów, z których następnie czerpią energię w warunkach beztlenowych.
Proces przebiega pod wpływem działania mikroorganizmów osadu czynnego w komorach napowietrzania lub rowach cyrkulacyjnych. Drobnoustroje osadu czynnego (bakterie i pierwotniaki) rozkładają związki organiczne występujące w ściekach na substancje proste, jak: dwutlenek węgla, wodę i amoniak, a bakterie mułu dennego w procesie gnicia wytwarzają np. siarkowodór.
Osady powstające w procesach oczyszczania ścieków poddaje się dalszej obróbce w celu wykorzystania lub utylizacji.